# Blokkade van Maastricht (1830-1833)
De blokkade van Maastricht van 1830-33, ook wel Maastrichtse belegstaat genoemd, was een ruim drie jaar durende militaire blokkade van de op dat moment Nederlandse vestingstad Maastricht en het dorp Sint Pieter door het Maasleger van het Belgische Voorlopig Bewind. De blokkade, een gevolg van de Belgische Revolutie, begon in oktober 1830, werd in de loop van 1832 enigszins versoepeld en werd in november 1833 grotendeels opgeheven (Verdrag van Zonhoven). In 1838 trokken de Belgische troepen zich uit Nederlands-Limburg terug, waarmee de blokkade van Maastricht feitelijk was opgeheven. Officieel eindigde de belegstaat pas na het ondertekenen door beide partijen van het Traktaat van Londen op 19 april 1839.

## Achtergronden
Bij de oprichting van het Verenigd Koninkrijk der Nederlanden door het Congres van Wenen in 1814/15 werd de stad Maastricht een Nederlandse provinciehoofdstad. Maastricht, dat vóór 1794 een Luiks-Staats condominium was geweest en daarna 20 jaar lang een Franse stad, werd de hoofdstad van de nieuwgevormde provincie Limburg, bestaande uit het huidige Belgisch-Limburg en Nederlands-Limburg. Daarmee begon voor de deels verfranste hoofdstad van Limburg het moeizame proces van integratie, een proces dat door de gebeurtenissen van 1830 aanzienlijke vertraging zou oplopen.
Maastricht was al vanaf de 16e eeuw een belangrijke vestingstad en zou dat tot 1867 blijven. Opperbevelhebber van de vesting was sinds 1815 Guillaume Anne de Constant Rebecque de Villars, die in 1830 echter wegens zijn hoge leeftijd niet meer in staat was het bevel te voeren. Feitelijk bevelhebber was Bernardus Johannes Cornelis Dibbets, die sinds 1829 commandant van de vierde landmachtdivisie was. Gouverneur van Limburg was Maximilien Henri Ghislain de Beeckman, die echter door Dibbets werd gewantrouwd als te toegeeflijk voor de revolutionairen, wat in april 1831 leidde tot zijn ontslag. Burgemeester van Maastricht was Godart van Slijpe (1818-35).

## De Belgische Revolutie

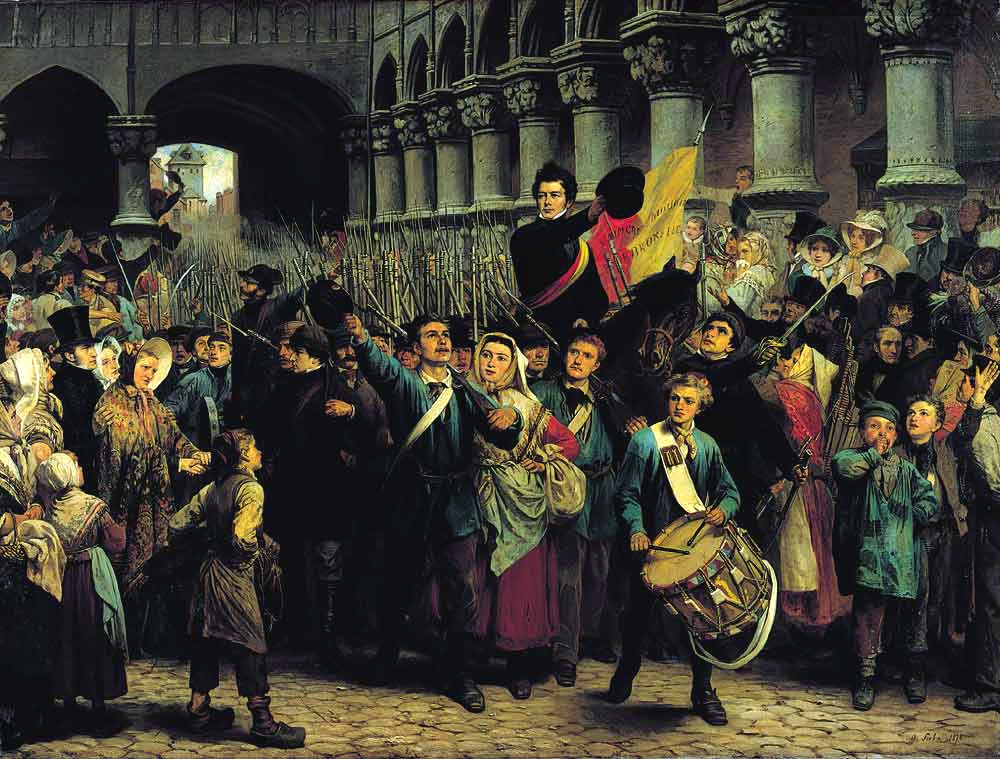
Rogier en zijn Luikse vrijwilligers trekken op naar Brussel (7 september 1830)

Eind augustus 1830 braken in Zuid-Nederlandse steden als Brussel, Luik, Verviers, Hoei, Namen, Bergen en Leuven rellen uit tegen koning Willem I en zijn door Noord-Nederlanders gedomineerde regering. Vooral in het Luikerland brandde het revolutionaire vuur, aangewakkerd door sociale onvrede bij met name de textielwerkers. In Brussel arriveerde begin september een groep van 300 gewapende Luikenaren onder aanvoering van Charles Rogier, die het stadhuis bezetten, waarna de opstand het karakter van een revolutie kreeg. Voorzitter van het Voorlopig Bewind (september 1830-februari 1831) en in feite leider van de Belgische Revolutie was de Luikenaar Erasme Louis Surlet de Chokier. In Luik zelf werd de revolutie geleid door Joseph Lebeau. Prominente revolutionairen waren de uit Maastricht afkomstige bestuurders Jean-François Hennequin en Charles Destouvelles, beiden in 1830 lid van het Nationaal Congres, en de broers Félix en Frédéric de Merode. Eerstgenoemde was lid van het Voorlopig Bewind; laatstgenoemde overleed in november 1830 als gevolg van verwondingen opgelopen bij gevechten te Berchem (Antwerpen).
In de meeste steden en dorpen van het verenigde Limburg was weinig animo voor de revolutie. In Maastricht was pas eind september iets te merken van protest tegen het "Hollandse" gezag, voornamelijk afkomstig van enkele achtergebleven, vrijzinnige advocaten (de eerder genoemde revolutionairen zaten al in Brussel), maar verder dan het koffiehuis kwamen deze protesten niet. Kooplieden en fabrikanten, verenigd in de Kamer van Koophandel en Fabrieken, kozen openlijk voor Nederland, tersluiks gesteund door de katholieke geestelijken. Verder was in Limburg alleen in Tongeren, Sint-Truiden, Hasselt, Maaseik en Roermond sprake van enige beroering, echter niet te vergelijken met de georganiseerde opstand die in Luik plaatsvond. Zelfs in het Duitse Aken was meer te merken van de revolutie.
Ondanks gebrek aan steun bij de meerderheid van de bevolking wist het Belgische Maasleger (bestaande uit gedeserteerde officieren en soldaten van het Nederlandse leger) heel Limburg te bezetten met uitzondering van Maastricht. Twee andere vestingsteden, Luxemburg en Antwerpen, bleven eveneens in Nederlandse handen.

## De blokkade

### Begin van de staat van beleg

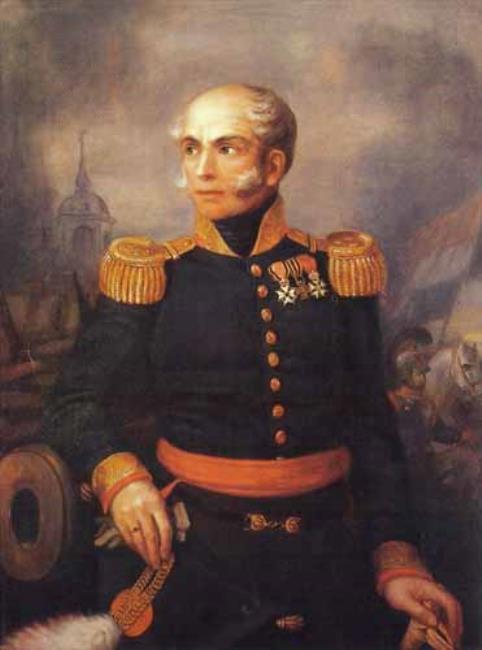
Generaal Dibbets

Eind september 1830, nog aan het begin van de opstand, kreeg luitenant-generaal Von Heldring eervol ontslag als chef van het vijfde commando en werd deze functie voorlopig opgedragen aan Dibbets, die al een aantal andere hoge functies bekleedde in het leger. In Maastricht voerde hij het bevel over een garnizoen van circa 6000 manschappen. Dibbets gaf vervolgens aan alle Zuid-Nederlandse officieren en soldaten de keuze om bij het Nederlandse leger te blijven dienen of om naar huis terug te keren.
Rond dezelfde tijd vertrok Cort Heyligers, commandant van de eerste legerdivisie, uit Maastricht om het belaagde Brusselse garnizoen te versterken. Op 27 september kwam hij te Brussel aan, waar hij een gedemoraliseerd garnizoen aantrof. Belgische troepen hadden ondertussen Maastricht in een wijde boog omsingeld. De vestingstad werd daarop begin oktober door Dibbets in staat van beleg verklaard. In de dorpen rondom Maastricht verschenen Belgische douanekantoren met als gevolg dat de smokkelhandel bloeide.

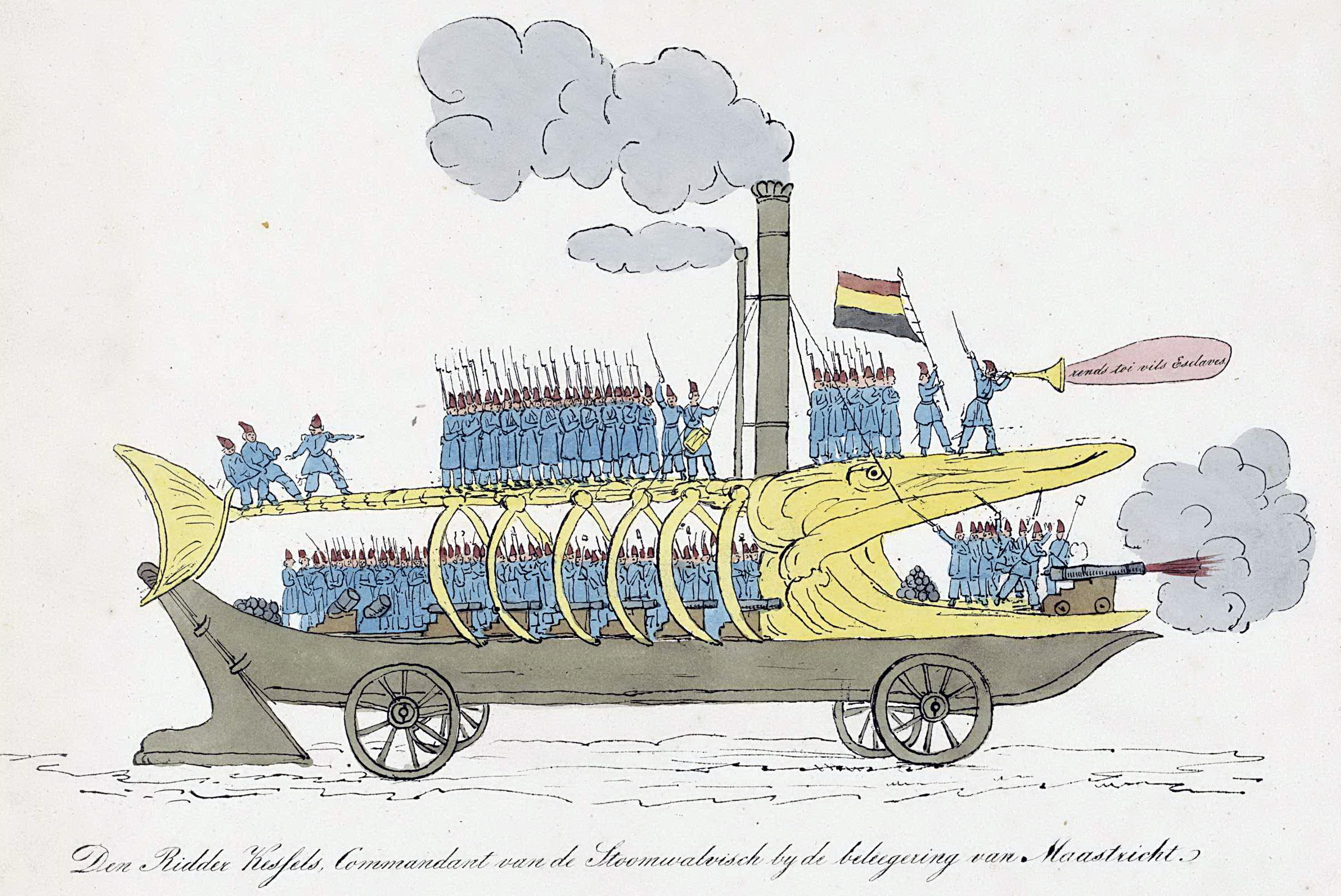
Spotprent op de 'belegering' van Maastricht, 1830-31

Tijdens de verjaardag van de koningin (Wilhelmina van Pruisen) op 8 november vond in de stad een grote parade plaats, die met "leve de koning!" werd toegejuicht. In een rapport van 22 november 1830 schreef Dibbets dat de tweede divisie van het mobiele leger onder leiding van de hertog van Saksen-Weimar-Eisenach een dag eerder de stad was binnengetrokken en dat de komst van deze troepen veel indruk had gemaakt. Verder meldde hij optimistisch dat de "benden" onder leiding van Nicolas Joseph Daine de provisorische hoofdstad Hasselt weer hadden verlaten; Daine zelf zou naar Luik zijn gevlucht en ook baron Frans de Loë-Imstenraedt, die door het Voorlopig Bewind tot gouverneur van heel Limburg was benoemd, zou Hasselt hebben verlaten. Rond diezelfde tijd waren er gezanten bij Dibbets geweest om te vragen of hij de in Londen gesloten wapenstilstand wilde erkennen. Dibbets antwoordde hen "dat ik geen overeenkomst erkende als mij die niet zelf door of in naam van Z.M. de Koning der Nederlanden was medegedeeld. Dat het nutteloos was weer bij mij te komen omdat ik gezanten slechts als spionnen en verraders zou beschouwen. Ik voegde erbij dat hun aantocht tegen de vesting voor mij en mijn getrouwe soldaten een ware feestdag zou zijn en ik hen reeds lang verwacht had."

### De eerste maanden
In de eerste maanden maakten diverse notabelen in Limburg de overstap naar het Belgische kamp. Dibbets liet echter weten dat hij geen ander gezag dan dat van de koning zou erkennen. Intussen had men alle maatregelen genomen  om verraad van binnenuit en een aanval van buitenaf tegen te gaan. Ondanks het feit dat er een wapenstilstand was, ontstond er op 22 december een gevecht tussen de troepen van kolonel Van Quadt en een sterke macht revolutionairen, die de vesting waren genaderd vanuit de richting Meerssen.

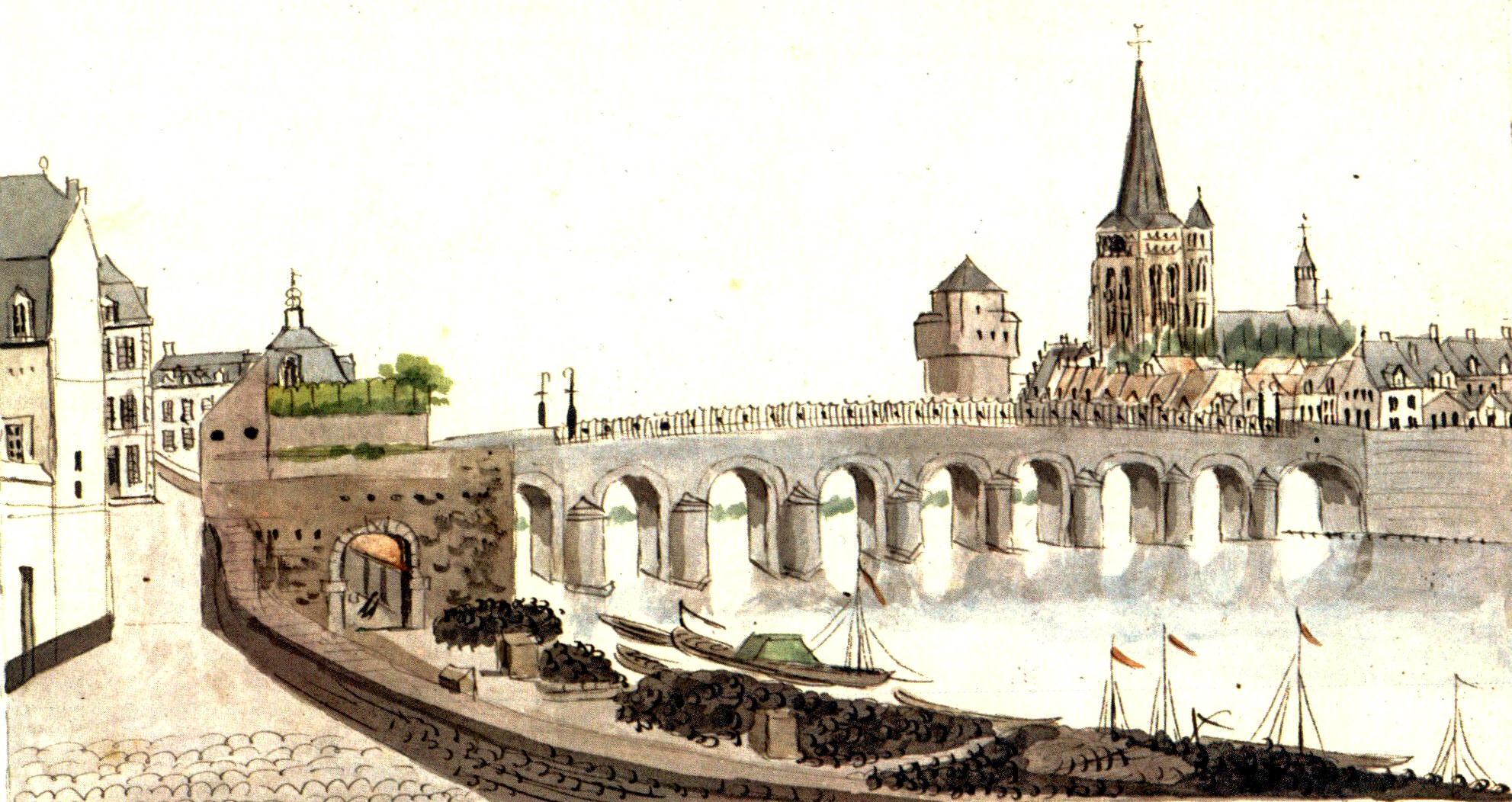
De Maas in Maastricht

Dibbets was begin 1831 officieel benoemd tot opperbevelhebber van de vesting Maastricht. Een van zijn eerste daden was de vervanging van een groep soldaten afkomstig uit Limburg en andere "onbetrouwbare" provincies door verse troepen uit Breda. Daarmee was de kans op een revolutie van binnenuit vrijwel nihil geworden. De interne versterking van de vestingwerken werd versneld uitgevoerd. De bewapening werd aangevuld met 300 vuurmonden. De wandelplaats Onder de Boompjes langs de Maas bij de Onze Lieve Vrouwewal werd omgevormd in een exercitieplaats. Twee bruggen over de vestinggracht, die naar het dorp Sint Pieter leidden, werden afgebroken. Zowel de rivier de Maas als de in 1826 opgeleverde Zuid-Willemsvaart waren afgesloten voor het scheepvaartverkeer. Ook over land was Maastricht vrijwel geïsoleerd. Het eerste jaar was alleen een beetje verkeer met Aken mogelijk. Dibbets zond op 23 februari 1831 een bericht waaruit bleek dat de Belgen de verbinding tussen Noord-Brabant en Aken bij voortduring hinderden en met name levensmiddelen bestemd voor Maastricht onderschepten.
Ook voor de Maastrichtse bevolking had de staat van beleg directe gevolgen. Behalve de voortdurende militaire dreiging, de aanwezigheid van grote aantallen soldaten en de schaarste van allerlei goederen, werden ook het Maastrichtse carnaval en andere openbare vermakelijkheden verboden.

### De status quo gehandhaafd

Tiendaagse Veldtocht. Antwerpen en Maastricht zijn bezet. Roermond en Venlo zijn Belgische steden

Ook na de winter duurde de belegering voort. Dibbets meldde in april 1831 dat een bende Belgische vrijwilligers zich op een kwartier afstand van de stad had vertoond. De nieuw gevormde Belgische regering kreeg op 17 april van hem te horen dat zolang de vesting Maastricht in staat van beleg was, het Belgische schepen niet toegestaan was door de stad te varen. In de maand juli 1831 was er een opleving van de strijd, culminerend in de Tiendaagse Veldtocht (2-12 augustus) van kroonprins Willem van Oranje. Vlak bij Maastricht vond op 8 augustus de slag om Hasselt plaats, waarbij commandant Daine van het Belgische Maasleger opnieuw het onderspit dolf. Troepen van generaal Van Boecop bezetten vanuit Maastricht het naburige Tongeren. De militaire successen van de Prins van Oranje leidden echter niet tot een doorbraak in de onderhandelingen.
Wel was tijdens de onderhandelingen tussen de grote mogendheden in Londen duidelijk geworden dat een deel van Limburg voor Nederland behouden diende te blijven. In september vond te Maastricht een uitwisseling van krijgsgevangenen plaats. In een memorie benadrukte Dibbets het belang van de vesting Maastricht voor het Koninkrijk der Nederlanden als "voorste bolwerk", "dat Belgiën steeds in bedwang houdt" en "de koophandel van Oud-Nederland beschermt". Elders in Limburg deed zich in december 1831 een schaarste aan brandstof voelen, omdat Dibbets geen toestemming wilde geven voor de doortocht van Luikse steenkool.
In juli 1832 probeerde Dibbets een deel van de mergelgangen van de Sint-Pietersberg te doen instorten om ook van die kant tegen invallen beschermd te zijn. Een maand later werd een overeenkomst gesloten tussen Dibbets en generaal Magnan, waardoor de Belgische troepen rondom de vesting Maastricht aan weerszijden van de Maas op een afstand van minimaal 1.500 meter positie moesten nemen. Alle omringende gemeenten binnen een straal van 3 mijl werden door de krijgsmacht afgezet. Op 21 mei 1833 werd te Londen overeengekomen dat vreemde vaartuigen op de Maas en de Schelde vrije doortocht zouden hebben.

### Einde van de belegstaat
Het Verdrag van Zonhoven, door beide partijen ondertekend op 18 november 1833, regelde de feitelijke opheffing van de blokkade en de noodtoestand in Maastricht. De overeenkomst werd namens Dibbets (chef van het vijfde commando en opperbevelhebber van de vesting Maastricht) en de hertog van Saksen-Weimar-Eisenach (commandant van de tweede divisie van het Nederlandse leger) getekend door de majoors Friedrich Balduin von Gagern (chef van de staf van de tweede divisie) en Menso (commandant van het eerste bataljon der dertiende afdeling infanterie). Van Belgische zijde tekenden namens de Frans-Belgische generaal François Alexandre Hurel (commandant der eerste divisie van het Belgische leger) kolonel Jean-Pierre Willmar (directeur der vestingwerken) en luitenant-kolonel Trumper (chef van de staf van de eerste divisie).
De afspraken die in Zonhoven waren gemaakt betroffen de vrije doorvaart van Belgische schepen op de Maas overeenkomstig de bepaling van 21 mei 1833. De Belgen gaven op hun beurt toestemming voor de aanleg van een militaire dijk tussen Budel en Maastricht, waarlangs Nederlandse troepen vrije doortocht hadden. Daarmee kwam een einde aan de isolering van Maastricht.
Dibbets overleed op 29 maart 1839, drie weken voor de ondertekening van het Traktaat van Londen, dat het einde van de vijandelijkheden definitief regelde. Hij kreeg een eervolle laatste rustplaats in de vestingwerken van Maastricht, buiten de Boschpoort. De daarbij geplaatste cenotaaf verhuisde later naar de Tapijnkazerne.

## Gevolgen

### In Maastricht

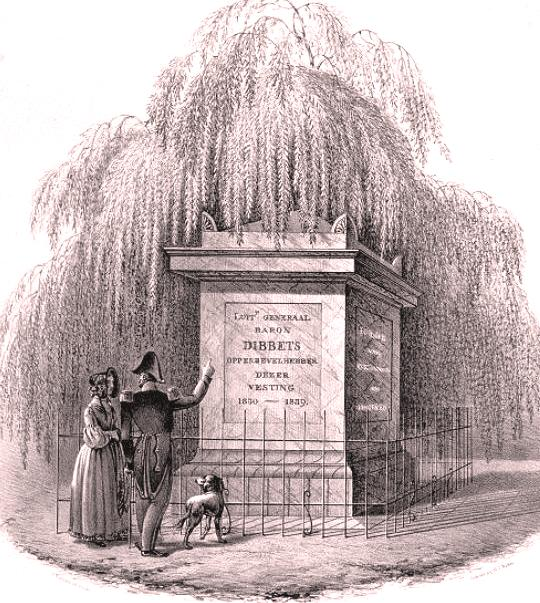
Dibbets-cenotaaf (1845)

Als gevolg van het mislukken van de Belgische Revolutie in Maastricht, vond in de jaren daarna een kleine uittocht van voornamelijk francofiele intellectuelen plaats. Hoewel de Maastrichtse elite in de 19e eeuw sterk verfranst bleef, was het Nederlands hier de officiële taal en verdween het Frans in het begin van de 20e eeuw geleidelijk uit het openbare leven. Achteraf werd het behoud van Maastricht voor Nederland door veel Maastrichtenaren betreurd, waarbij Dibbets als boeman werd afgeschilderd. Nog vele jaren na zijn dood trachtten Maastrichtse moeders hun onwillige kroost in het gareel te krijgen met het dreigement dat anders Dibbets hen zou komen halen.
De verdeelde meningen over de Belgische Revolutie leidden omstreeks 1830 tot de ondergang van het Maastrichtse muziekgezelschap Société d'Harmonie. Nadat het gezelschap in 1841 was heropgericht, vond in 1852 opnieuw een scheuring plaats, om dezelfde redenen. Doordat Nederland tijdens de Eerste Wereldoorlog neutraal wist te blijven en België verscheurd werd door het oorlogsgeweld, begonnen de anti-Hollandse sentimenten te verdwijnen. Toch was in de jaren 1920 in Maastricht de Limburgse Liga actief, een sterk anti-Hollandse vereniging ter bescherming van de Limburgse cultuur.

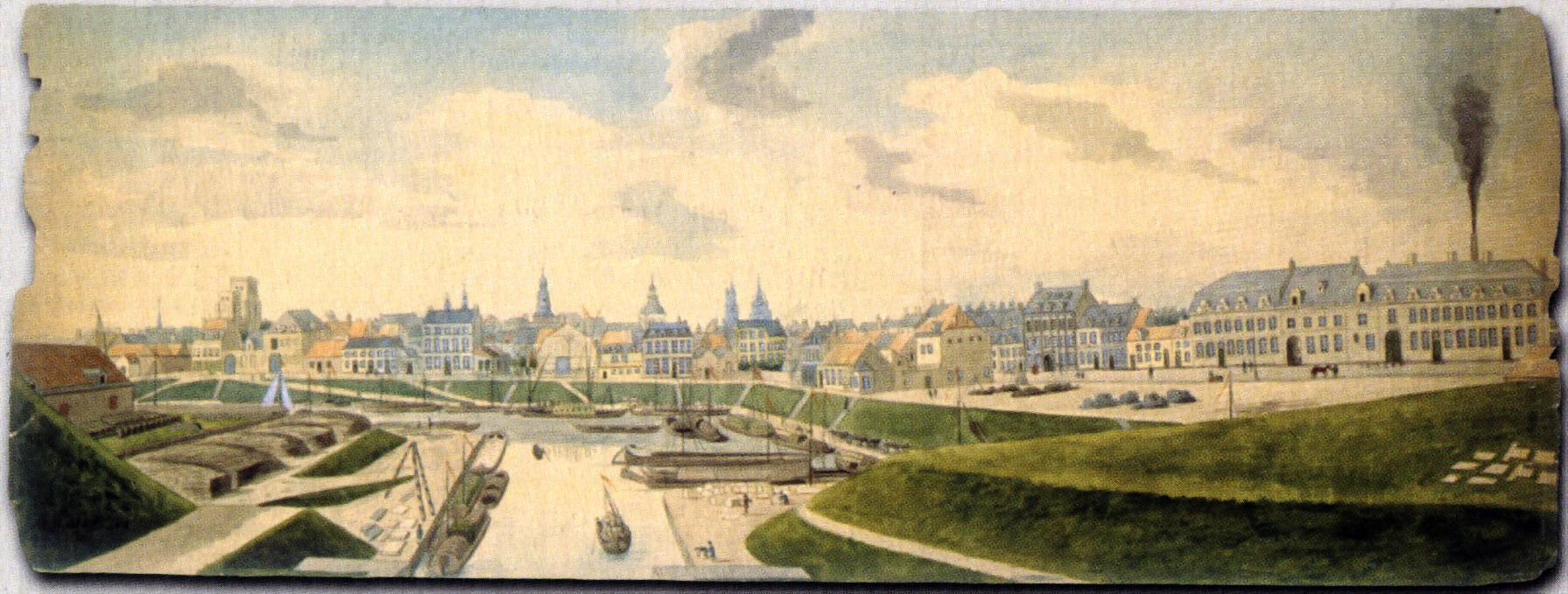
Vroege industriële ontwikkeling rondom het Bassin

Volgens de traditie heeft Maastricht zijn vroege industriële ontwikkeling voor een deel te danken aan de geïsoleerde ligging tijdens de blokkade. De Maastrichtse industrieel Petrus Regout was in 1826 een kristalslijperij begonnen in zijn huis aan de Boschstraat. Doordat hij na 1830 geen grondstoffen meer mocht importeren uit Luik, begon hij noodgedwongen zelf met de fabricage van glas en kristal. Spoedig volgden andere producten en omdat er in de Hollandse steden nog weinig industrie bestond, vond hij daar een gretige afzetmarkt. Achteraf kan de geldigheid van dit argument in twijfel worden getrokken, aangezien de Waalse industriesteden, die geen blokkade kregen opgelegd, tezelfdertijd een nog snellere ontwikkeling doormaakten. Daarnaast zal het verlies van het Belgische achterland ontegenzeglijk nadelig zijn geweest voor de lokale economie.

### In Nederlands-Limburg
Voor de overige plaatsen in de Nederlandse provincie Limburg betekende de opheffing van de blokkade een terugkeer naar Nederland, na bijna tien jaar Belgisch bewind. Opnieuw moest men wennen aan nieuwe bestuurders, ambtenaren en regels. Dorpen langs de Belgische grens werden afgesneden van hun Belgische buren. In Nederland was Limburg een vreemde eend in de bijt, geïsoleerd door zijn perifere ligging, en onbekend door zijn afwijkende geschiedenis. Van 1839 tot 1866 was Nederlands-Limburg als Hertogdom Limburg lid van de Duitse Bond (met uitzondering van Maastricht en Venlo), wat een snelle integratie evenmin ten goede kwam.

### In België
In België werd het vroegere "Oost-Limburg" en de met Luik sterk verbonden stad Maastricht niet vergeten. Na de Eerste Wereldoorlog eiste België tevergeefs de "teruggave" van Limburg als compensatie voor de enorme verliezen in de oorlog. Pas na de Tweede Wereldoorlog en met het vervagen van de landsgrenzen konden de oude banden tussen Maastricht en het het Belgische achterland en tussen de beide Limburgen weer worden aangehaald.